# ジェイアールバス関東水戸支店

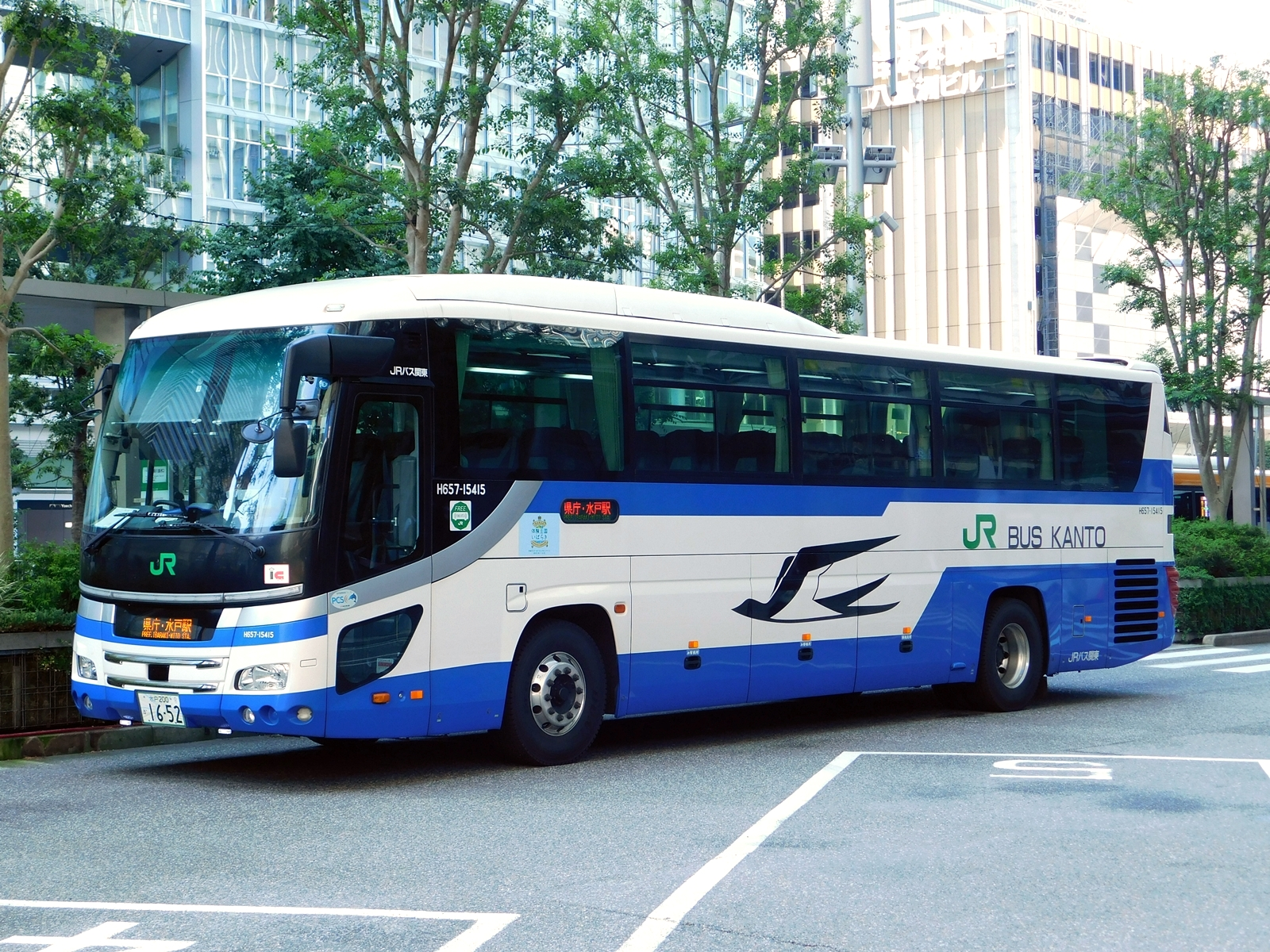
水戸支店所属車両 H657-15415

ジェイアールバス関東水戸支店（ジェイアールバスかんとうみとしてん）は、茨城県水戸市城東にあるJRバス関東の営業所。

## 所在地
- 茨城県水戸市城東1-15-65
  - 最寄りバス停:城東車庫（高速バスみと号）・日赤病院（茨城交通）
    - この場所はかつての那珂川駅（貨物駅）および水戸鉄道学園の土地と建物を流用しており、1990年に水戸市宮町1丁目（水戸駅南口）から現在地に移転してきた。
- 高萩営業所（常磐支店に昇格後、いわき市へ移転）茨城県高萩市高萩1928
  - 高萩駅近くにあった。

## 所属車両のナンバー
- 水戸ナンバー
  - 水戸ナンバーのJRバスは鹿嶋支店の所属車両もあり、過去には高萩営業所の所属車両もあった。

## 概要
水都東線の「水都」は、水戸と宇都宮を結ぶ線という意味であり、また水都西線と直通することによって「鉄道線の先行」という使命を持っていた路線で、近年まで宇都宮からの国鉄バスと茨城交通が相互乗り入れをしていた。しかし、1980年に本線の水戸 - 赤沢間が廃止された。
2020年まで水戸支店が運行していた赤塚方面の路線は、この宇都宮方面の路線の支線・水戸西線として開業し、水都東線本線廃止後に水都東線に改称されたものであった。羽鳥線の開業は比較的新しく、特に羽鳥 - 飯沼間の運行開始は1982年（昭和57年）のことである。しかし、1993年（平成5年）11月1日には羽鳥 - 飯沼間は廃止され、以後も一般路線の減便・路線短縮が進められてゆくことになった。
その他、水戸南線・柿岡線が「鉄道線の培養」という使命での路線展開をしていたが、いずれも廃止となり、わずかな路線が残るのみとなっていた。2020年3月31日をもって一般路線の水都東線及び城東車庫便を廃止し、水戸支店管内の一般路線はすべて廃止となった。水戸駅 - 赤塚駅南口間は関東鉄道にて運行を継承する。
高速バスも以前にはひたち号や常陸太田号、つくば号、かしま号なども担当していたが、他支店への移管や撤退でみと号のみの担当となっている。みと号は開業当初は東京支店との共管であったが、本数増強とともに水戸支店での受け持ちが徐々に増え、他路線からの撤退で水戸支店の乗務員、車両をみと号に集約する形となった。
水戸駅南口（2016年4月20日までは北口）には当社の窓口があり、高速バスみと号の乗車券・回数券（ツインチケット）を販売している。以前は水戸支店直営だったが、現在ジェイアールバステックに委託されている。
2019年6月24日から7月31日まで、高速バスみと号を利用した東京への商品輸送の客貨混載輸送の実証実験をJR東日本水戸支社、鉄道会館と連携して実施した。

## 沿革
- 1953年（昭和28年）8月15日 - 高萩自動車営業所水戸支所が水戸自動車営業所に昇格。同時に高萩が水戸自動車営業所の支所となる。
- 1955年（昭和30年）
  - 1月10日 - 水都東線（水戸 - 御前山駅前間）開業。
  - 7月1日 - 水戸自動車営業所羽鳥派出所開設。
- 1959年（昭和34年）1月9日 - 水戸西線（水戸 - 石塚上町間）開業。
- 1980年（昭和55年）12月26日 - 水都東線（水戸 - 赤沢間）が廃止。同時に水戸西線を水都東線に改称。
- 1986年（昭和61年）9月1日 - 柿岡線の恋瀬小学校前 - 福原駅間が廃止。
- 1987年（昭和62年）4月1日 - 国鉄分割民営化に伴い、東日本旅客鉄道関東自動車事業部水戸自動車営業所に改称。
- 1988年（昭和63年）
  - 4月1日 - バス部門分割子会社化により、ジェイアールバス関東水戸営業所に改称。
  - 4月27日 - 高速バス「みと号」開業。
- 1989年（平成元年）
  - 3月11日 - 水戸南線の下入野 - 大貫海岸間が廃止。
  - 11月1日 - 羽鳥線の羽刈口 - 飯沼間が廃止。
- 1990年（平成2年） - 水戸駅南口から現在地に移転。
- 1992年（平成4年）11月16日 - 水都東線の三夜前 - 谷津三叉路間が廃止。
- 1993年（平成5年）3月18日 - 水戸南線の常陸山崎 - 新興農場間が廃止。
- 1995年（平成7年）
  - 4月1日 - 柿岡線全線・羽鳥線全線が廃止。
  - 10月2日 - 飯沼線の常陸高田 - 飯沼間・涸沼線の下石崎秋の月 - 涸沼間が廃止。
- 1999年（平成11年）4月1日 - 県庁シャトルバス・水都東線の水戸駅 - 城東車庫間が開業。
- 2000年（平成12年）3月27日 - 飯沼線全線が廃止。
- 2001年（平成13年）4月1日 - 高萩営業所が常磐支店に昇格し、独立（後にいわき高速支店の営業所への降格を経て、廃所）。
- 2003年（平成15年）3月1日 - 水戸南線全線・涸沼線全線・水都東線の赤塚駅 - 中丸 - 双葉台間が廃止。
- 2004年（平成16年）4月1日 - 県庁シャトルバスから撤退。
- 2007年（平成19年）3月18日 - 水都東線にICカード「Suica」導入。
- 2017年（平成29年）4月20日 - 高速バス「みと号」（JRバス関東・関東鉄道運行便）にICカード「Suica」導入。
- 2019年（令和元年）
  - 6月24日 - 高速バス「みと号」で東京への商品輸送の客貨混載輸送の実証実験を同年7月31日まで実施。
  - 12月2日 - 高速バス「みと号」にスマートフォン版ツインチケットを導入。
- 2020年（令和2年）3月31日 - 水都東線及び城東車庫便を廃止。水戸駅 - 赤塚駅南口間は関東鉄道に移管。これにより水戸支店の一般路線バスが全廃[3][4]。
- 2021年（令和3年）
  - 6月7日 - 高速バス「みと号」で経路変更を含むダイヤ改正を実施。同時に1往復を「かしま号」とのセットダイヤ化。
  - 12月20日 - 東京・土浦・佐野・鹿嶋との5支店合同で「東京駅 - 国際展示場駅 - 東京ビッグサイト - 東京港フェリーターミナル線」を運行開始。
- 2023年（令和5年）
  - 2月25日 - 水戸市から委託により、2階建てのオープントップバスを使用した市内観光漫遊バスを3月11日までの土日に運行した。
  - 9月1日 - 高速バスみと号の上下2便ずつを城東車庫まで延伸。

## 所管路線

### 高速バス
当支店常駐車両で運行するもののみ記述する。
- みと号（関東鉄道・茨城交通と共同運行）※Suica、PASMOが使用可能
- かしま号（京成バス・関東鉄道と共同運行）※Suica、PASMOが使用可能
- エアポートバス東京・成田（京成バス・京成バス千葉イースト・京成バス千葉ウエスト・平和交通・あすか交通・西岬観光と共同運行）※Suica、PASMOが使用可能
- ひたち号（茨城交通と共同運行）※座席指定制
- つくば号（関東鉄道と共同運行）※Suica、PASMOが使用可能

## 過去の路線

### 路線バス
- 水都東線（水戸西線）
  - 水戸駅 - 大工町 - 自由ヶ丘 - 常磐大学前 - 姫子中央 - 赤塚駅南口・北口　※2020年3月31日をもって廃止。水戸駅 - 赤塚駅南口間は関東鉄道が運行を継承。
  - 水戸駅 - 一高下 - 南高校入口 - 水戸駅南口
  - 赤塚駅北口 - 巡見 - 中丸
  - 中丸 - 双葉台二丁目 - 済生会病院 - 南開江 - 双葉台五丁目
  - 中丸 - 老人ホーム前 - 双葉台五丁目 - 南開江 - 下開江 - 三夜前
  - 中丸 - 双葉台二丁目 - 済生会病院 - 三夜前
  - 中丸 - 双葉台二丁目 - 南開江 - 双葉台五丁目 - 南開江 - 三夜前
  - 三夜前 - 開江 - 全隈 - 谷津三叉路 - 木葉下 - 常陸小松 - 石塚上町
  - 谷津三叉路 - 杉崎 - 内原駅
  - 水戸駅 - 城東住宅前 - 城東車庫　※2020年3月31日をもって廃止
- 東海線
  - 水戸駅 - 枝川 - 市毛十文字 - 笠松 - 石神二軒茶屋前 - 東海駅 - 原子力研究所前
- 飯沼線 ※赤塚駅南口 - 常陸高田間は一部経路変更の上[注 1]茨城オートへ移管、現在は茨城交通が運行。
  - 巡見 - 河和田団地入口 - 常陸高田 - 野曽 - 飯沼
  - 赤塚駅南口 - 河和田団地入口 - 常陸高田
- 水戸南線
  - 水戸駅 - 竹隈町 - 酒門 - 大場原 - 常陸山崎 - 下入野 - 大貫海岸 - 夏海十字路 - 大谷川 - 海老沢 - 秋葉 - 西郷地 - 堅倉
- 友部線
  - 常陸山崎 - 森戸 - 若宮 - 新興農場 - 常陸三原 - 常陸長岡 - 常陸高田 - 鯉淵 - 内原駅 - 友部駅
  - 鯉淵 - 常陸飯田 - 友部駅
  - 常陸三原 - 明光中学校
- 涸沼線
  - 下入野 - 下石崎秋の月 - 涸沼
- 柿岡線 ※羽鳥駅 - 羽鳥十字路 - 瓦谷 - 恋瀬小学校前間は関東鉄道へ移管、現在は関鉄グリーンバスが運行[5]。
  - 羽鳥駅 - 羽鳥十字路 - 常陸園部 - 瓦谷 - 柿岡 - 八郷高校前
  - 瓦谷 - 常陸小見 - 恋瀬小学校前 - 常陸今泉 - 福原駅
  - 羽鳥十字路 - 常陸大谷 - 北ノ谷 - 石岡駅
  - 常陸今泉 - 羽黒駅 - 岩瀬駅
- 羽鳥線
  - 羽鳥十字路 - 東町 - 羽刈口 - 納場 - 堅倉
  - 羽鳥駅 - 東平 - 羽刈口 - 飯沼
  - 東平 - 岩間駅 - 友部駅
  - 羽刈口 - 北浦団地
- 竹原線
  - 東町 - 花野井 - 常陸竹原 - 常陸二本松 - 小川駅前
- 県庁シャトルバス ※関東鉄道・茨城交通・茨城オートとの共同運行。2004年3月31日を最後に共同運行より撤退。その後2010年6月1日の茨城オートのバス事業廃止により現在は残り2社での共同運行。
  - 水戸駅南口 - 県庁 - 県庁バスターミナル
  - 赤塚駅南口 - 県庁 - 県庁バスターミナル
- 東京駅 - 国際展示場駅 - 東京ビッグサイト - 東京港フェリーターミナル　<東京支店が主管> ※Suica、PASMOが使用可能

※高速バス車両で運行

### 高速バス
- 新宿駅 - 東京ディズニーリゾート
- ベイライナー水戸・横浜号
- 勝田・東海号 ※2008年4月26日より茨城交通の単独運行
- 東京駅 - 大洗原研 - 日揮正門前 ※2001年4月6日から9月末まで運行された
- 新宿・東京 - 常陸大宮線 ※2009年10月1日より茨城交通の単独運行
- 新宿・東京 - 常陸太田線 ※ジェイアールバステックに運行業務を委託後、2017年4月1日に同社も撤退。

## 車両
2023年4月1日現在、17台（高速車13台、貸切登録車4台（イベント運行の二階建てバス2台を含む））が配置されている。

### 高速車

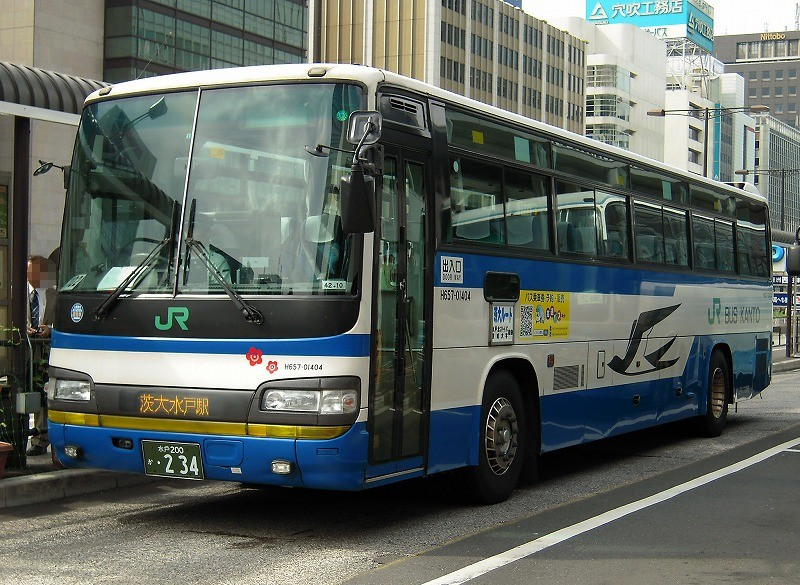
フロントガラス下に梅の花のステッカーを貼ったかつての水戸支店所属高速車 H657-01404

高速車は、44座席トイレ付き仕様の日野・セレガハイデッカーが15台配置されている。全車、交通系ICカード対応の券売機が搭載されている。
以前に配置されていた高速車にはフロントガラス下に梅の花のステッカーが貼られ、車体側面の方向幕の下に経由地を掲示するサボ受けが付いているという特徴があった。

### 貸切車
貸切車は日野・セレガのトイレ付きハイデッカー車が2台が貸切登録され、高速・貸切兼用車として使用している。
以前にはボルボ・アステローペが1台配置されていたが現在は廃車となっている。同車種が導入当初から一般貸切車として導入されたのは、水戸支店の1台だけであった。スペースアロー（高速・貸切兼用車）や、生え抜きのエアロバス（貸切専属車）の合計2台のトイレ付きハイデッカーなども配置されていた。

### 一般路線車
近年では、路線が大幅に縮小された上、残存していた路線も減便が続いていたこともあって少数配置であった。2020年3月31日をもって水戸支店管内の一般路線がすべて廃止、運用を終了した。所属していた車両は全車他支店に転属した。

## Suica利用について

### 高速バスのSuica利用について
高速バスみと号（東京駅 - 水戸駅）では2017年4月20日より自由席制の便（茨城交通運行便はPiTaPaを除き2024年3月27日より）で車内で交通系ICカードでの運賃の支払いが可能となった。

### 一般路線のSuica利用について（2020年3月31日まで運行）

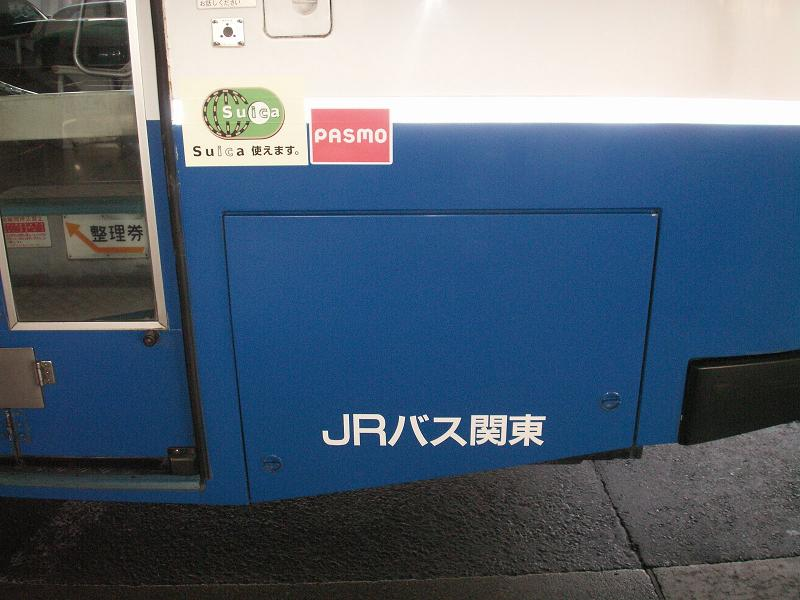
入口ドアにあるステッカー

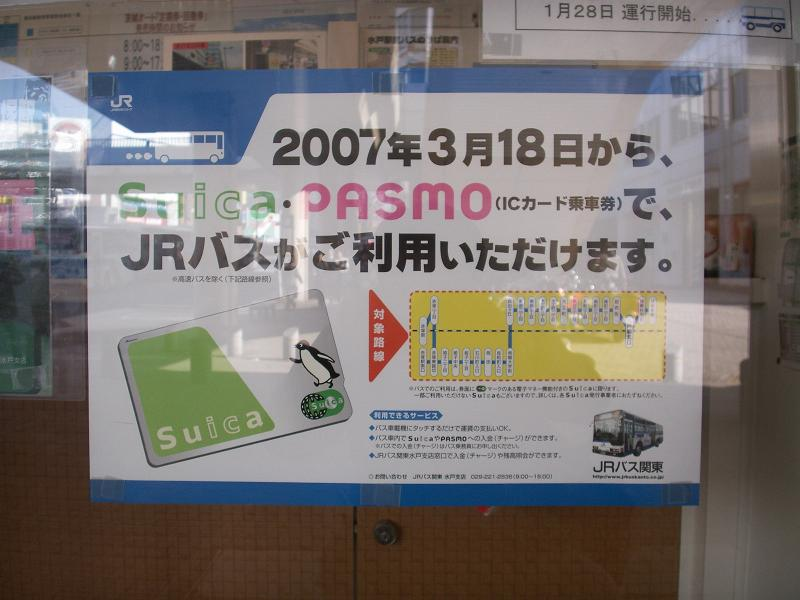
導入告知ポスター

水都東線では2007年3月18日よりSuicaのサービスを開始した。ICカードのサービスはJRバス関東ではこれが初めてで同時にPASMOも利用できるようになった。
サービスを実施しているバスの車体には前面にSuica、乗車口にSuica・PASMOのステッカーが貼付されており、利用できることを示していた。システム運用開始当初、利用できるICカードはSuica・PASMOの2種類のみだったが、2013年3月23日、交通系ICカードの全国相互利用サービスの開始時より、Kitaca、TOICA、manaca、ICOCA、PiTaPa、SUGOCA、nimoca、はやかけんの計10種類のICカードが利用できるようになった。なお、2003年以前に発行された電子マネー機能のない旧Suicaカードは利用できなかった。
乗車時、入口にある読み取り器にタッチして乗車し、降車時は運賃箱にある読み取り器にタッチすることにより、運賃分が引き去られる。定期乗車券としては利用できなかった。またPASMO導入事業者における「バス利用特典サービス」のようなサービスもなかった。一方で入口の読み取り器には「定期券有効」という定期券の有効日が表示できる機能がある。SuicaまたはPASMOで乗車した場合は運賃を2割引するサービスを実施していた。
入金については、車内および同社水戸支店（城東車庫）の他、鉄道各社のSuica対応自動券売機・チャージ機で行う。水戸駅では東日本旅客鉄道（JR東日本）の鉄道用自動券売機で入金できるが、JRバス関東の窓口では入金できない。JRバス関東独自のSuicaカードは存在せず、既発行事業者のカードを利用する。使用履歴（JR東日本券売機で確認）には、月日と入口駅種別には「バス等」、入口利用駅には「JR関東」と、残額が印字されて、出口駅種別と利用駅は空欄で印字されない。車内では残額確認はできるが、履歴印字はできない。
水都東線は水戸駅 - 常磐大学、赤塚東踏切 - 赤塚駅（南口）で茨城交通のバス路線と、水戸駅 - 大工町では関東鉄道、関鉄グリーンバスのバス路線とも並行していた。関東鉄道は2015年10月1日、関鉄グリーンバスは2018年3月16日にPASMO、茨城交通は2015年12月1日に独自のICカード乗車券「いばっピ」を導入した。これにより、関鉄グループではSuicaを共用できるようになったが、茨城交通では共用できない。

## 付帯事業
- 支店庁舎（2階・3階）の不動産賃貸[7]や月極と予約制[8]の駐車場（35台）を行なっている。

## 特記事項

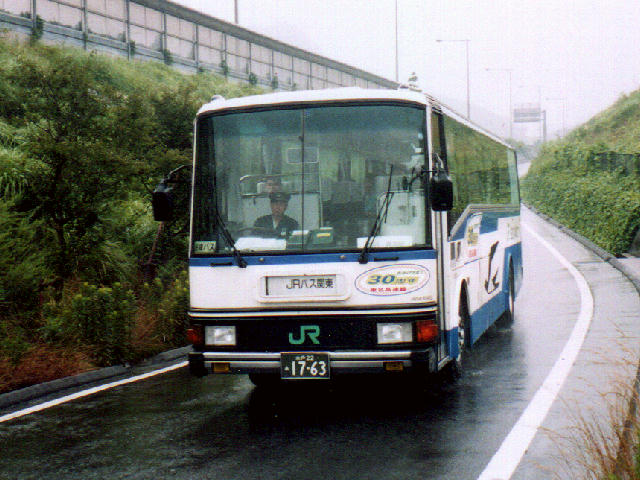
東名高速線30周年を記念して東京支店に貸し出された水戸支店所属の国鉄専用型式 (P-MS735SA) H654-85452

- 「最後の国鉄専用型式」三菱MS735SAは最終的には当支店に配置されていた。1999年（平成11年）6月にはH654-85452が水戸ナンバーのままで東京支店に貸し出され、東京駅 - 静岡駅間の東名ハイウェイバス急行便に使用されたほか、登場当時の「ドリーム号」を再現するツアーにも使用された。後にこの車両は、JRバス発足10周年記念に行われた「バス旅フォトラリー」の指定路線完全踏破の賞品としてラリー参加者に寄贈されている。
- 水戸支店構内での車両の給油・清掃・洗車はジェイアールバステック水戸事業所に委託している。
- カシマサッカースタジアムでの鹿島アントラーズ主催試合の開催日に運行される「カシマサッカースタジアム号」（東京駅 - カシマサッカースタジアム）やかしま号臨時便の応援に入ることがある。
- 宇都宮支店管内のツインリンクもてぎでビッグレースが開催される日に宇都宮駅 - ツインリンクもてぎ間の輸送の応援に入ることがあった（2023年8月26日をもって路線廃止）。
- 宇都宮支店管内のモビリティリゾートもてぎでビッグレースが開催される日に芳賀町工業団地管理センター前停留場（宇都宮ライトレール）～モビリティリゾートもてぎ場内間の予約制シャトルバス輸送の応援に入ることがある。